# Cohors II Thracum (Aegyptus)

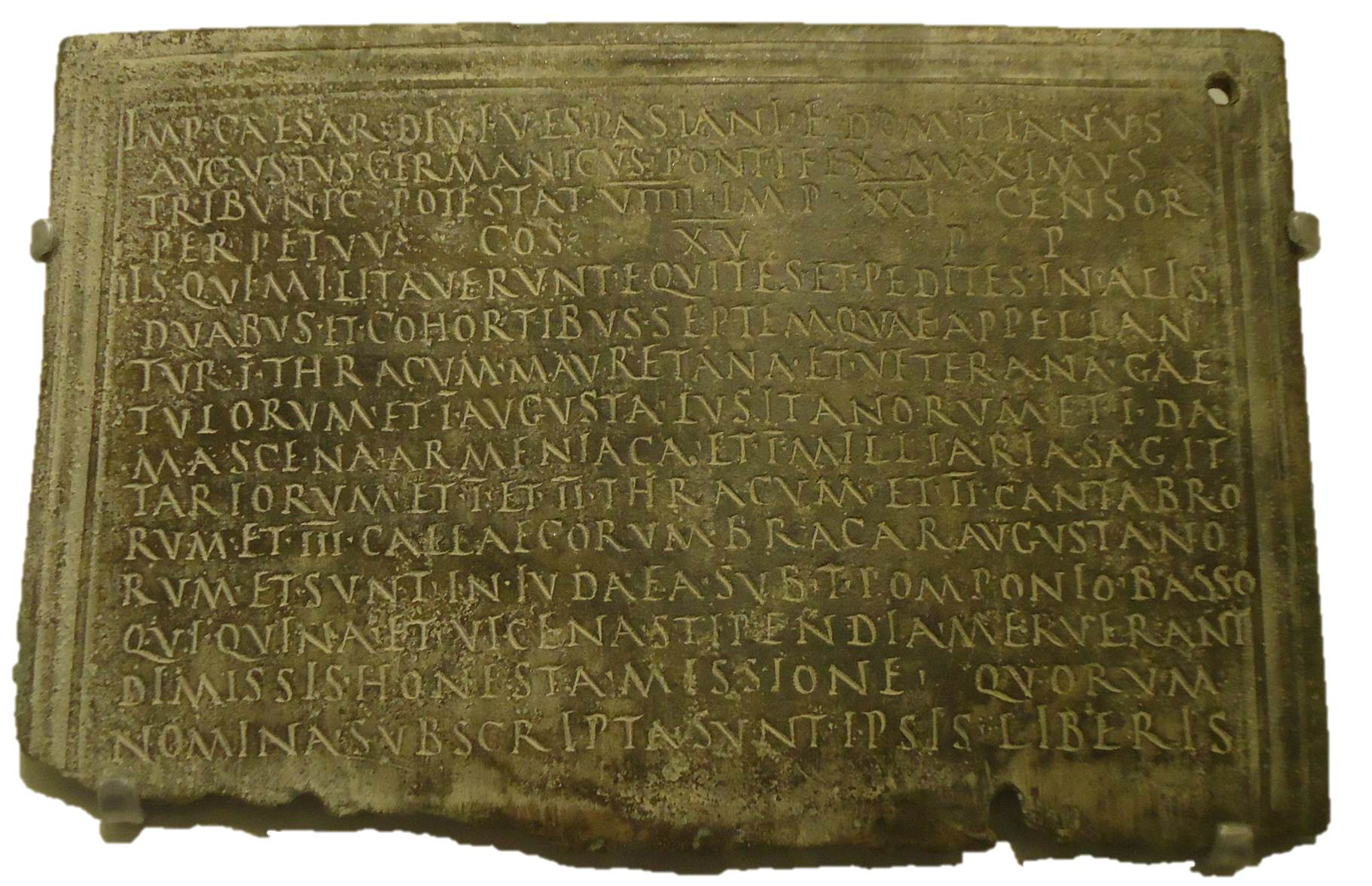
Das Militärdiplom des Jahres 90 n. Chr.

Die Cohors II Thracum [equitata] (deutsch 2. Kohorte der Thraker [teilberitten]) war eine römische Auxiliareinheit. Sie ist durch Militärdiplome, Inschriften, Papyri und die Notitia dignitatum belegt. In der Notitia dignitatum wird sie als Cohors secunda Thracum bezeichnet.

## Namensbestandteile
- Cohors: Die Kohorte war eine Infanterieeinheit der Auxiliartruppen in der römischen Armee.

- II: Die römische Zahl steht für die Ordnungszahl die zweite (lateinisch secunda). Daher wird der Name dieser Militäreinheit als Cohors secunda .. ausgesprochen.

- Thracum: der Thraker. Die Soldaten der Kohorte wurden bei Aufstellung der Einheit aus dem Volk der Thraker auf dem Gebiet der römischen Provinz Thrakien rekrutiert.

- Nerv. Der Zusatz kommt in dem Militärdiplom von 157/161 vor und steht möglicherweise für Nervia, Nerviana oder Nerviorum.[1][2][A 1]

- equitata: teilberitten. Die Einheit war ein gemischter Verband aus Infanterie und Kavallerie.

Da es keine Hinweise auf den Namenszusatz milliaria (1000 Mann) gibt, war die Einheit eine Cohors quingenaria equitata. Die Sollstärke der Kohorte lag bei 600 Mann (480 Mann Infanterie und 120 Reiter), bestehend aus 6 Centurien Infanterie mit jeweils 80 Mann sowie 4 Turmae Kavallerie mit jeweils 30 Reitern.

## Geschichte
Die Kohorte war in den Provinzen Iudaea und Aegyptus (in dieser Reihenfolge) stationiert. Sie ist auf Militärdiplomen für die Jahre 86 bis 206 n. Chr. aufgeführt.
Der erste Nachweis der Einheit in der Provinz Iudaea beruht auf Diplomen, die auf 86 datiert sind. In den Diplomen wird die Kohorte als Teil der Truppen (siehe Römische Streitkräfte in Iudaea) aufgeführt, die in der Provinz stationiert waren. Weitere Diplome, die auf 87 bis 90 datiert sind, belegen die Einheit in derselben Provinz.
Zu einem unbestimmten Zeitpunkt wurde die Einheit in die Provinz Aegyptus verlegt, wo sie erstmals durch ein Diplom nachgewiesen ist, das auf 105 datiert ist. In dem Diplom wird die Kohorte als Teil der Truppen (siehe Römische Streitkräfte in Aegyptus) aufgeführt, die in der Provinz stationiert waren. Weitere Diplome, die auf 157/161 bis 206 datiert sind, belegen die Einheit in derselben Provinz.
Letztmals erwähnt wird die Einheit in der Notitia dignitatum mit der Bezeichnung Cohors secunda Thracum für den Standort Muson. Sie war Teil der Truppen, die dem Oberkommando des Comes limitis Aegypti unterstanden.

## Standorte
Standorte der Kohorte in Aegyptus waren möglicherweise:
| - Luxor: die Einheit war am 29. Dezember 143 hier stationiert, wie aus einem Papyrus hervorgeht. Ein Ostrakon, das auf den 2. Juli 167 datiert ist, verweist ebenfalls hierher. | - Muson: die Einheit wird in der Notitia dignitatum für diesen Standort aufgeführt. - Syene (Assuan): die Einheit war am 16. Mai 131 hier stationiert, wie aus einem Papyrus hervorgeht. |

## Angehörige der Kohorte
Folgende Angehörige der Kohorte sind bekannt:

### Kommandeure
| - Caecilius Maior: er wird auf dem Diplom von 179 als Kommandeur genannt. - Claudius Montanus: er wird auf dem Diplom von 86 als Kommandeur genannt. | - Τ. Φ. Ατταλιανος Κο[υ]αδρατος, ein επαρχος |

### Sonstige
| - []νιος Διοδωρος, ein Soldat - Αουσταλις, ein Centurio - C(aius) Petroniu[s] Valens, ein Soldat und Beneficiarius (CIL 3, 12074) - Caecill(ianus), ein Centurio (CIL 3, 12074) - Κλαύδιος Ποσιδώνιος (Claudios Posidonios), ein χιλίαρχος - Μαξιμος, ein σημεαφορος | - Νωνιος, ein Reiter - Οκτασος, ein Centurio - Plution, ein Fußsoldat: das Diplom von 179 wurde für ihn ausgestellt. - Seuthe, ein Reiter: das Diplom von 86 wurde für ihn ausgestellt. - Ζωσιμος Ναρκισος, ein Soldat |

### Papyrus SB X 10530
In dem Papyrus, der auf den 29. Dezember 143 datiert ist, sind die folgenden Angehörigen der Kohorte aufgeführt:
| - Ammonios, ein Soldat - Αυρηλεις Μ[] - Αντω[νιος], ein εκατονταρχης - Φλαουιος - Iul. Apollonius, ein Reiter | - Ιουλιος Σιλουανος, ein Optio - Λουκιος Ακυλας, ein σημιαφορος - Κλαυδιος, ein εκατονταρχης - Μαρκος, ein λιβραριος - Σουλπικ̣[ιος] |

Der Papyrus stellt eine Empfangsbestätigung dar, die von der Mutter des verstorbenen Soldaten Ammonios unterzeichnet wurde. Ammonios diente in der Einheit des Centurios Κλαυδίος. Auf der Rückseite des Papyrus befinden sich die Unterschriften der Zeugen.

### Papyrus P.Wisc. I 14
In dem Papyrus, der auf den 16. Mai 131 datiert ist, sind die folgenden Angehörigen der Kohorte aufgeführt:
| - Aemilius, ein Reiter - Kartilius, ein Decurio | - Valens, ein Reiter |

Der Papyrus stellt einen Vertrag dar, in dem die Aufteilung des Vermögens des verstorbenen Soldaten Valens zwischen seiner Ehefrau und den Gläubigern geregelt wird. Valens diente in der Turma des Decurios Kartilius. Aemilius diente in derselben Einheit wie Valens und war einer der Gläubiger.